# Tratado de Libre Comercio Canadá-Colombia
El Tratado de Libre comercio entre Canadá y Colombia es un acuerdo comercial entre los países de Canadá y Colombia que fue inicialmente propuesto en agosto del 2002, se firmó el 21 de noviembre del 2008 y entró en vigor el 15 de agosto del 2011.
Entre Canadá y Colombia existe un muy buen ambiente comercial ya que Colombia cuentan con presencia de numerosas compañías canadienses, particularmente en la minería, exploración petrolera, sector de imprenta y continúa creciendo. En el año 2010, la balanza comercial entre ambos países alcanzó los $1.400 millones de dólares.
Las exportaciones de Colombia a Canadá  se totalizaron en $717 millones de dólares en el año 2010, la mayoría de productos exportados fueron petróleo y combustibles, minerales, café, frutas y azúcar. Las exportaciones de Canadá fueron totalizadas en $644 millones de dólares y la mayoría de los productos importados incluían cereales (trigo y cebada), maquinaria, legumbres (lentejas, arbejas y garbanzos), papel, cartón y vehículos. La inversión acumulada de Canadá en Colombia fue de $824 millones de dólares. Las principales inversiones fueron destinadas al sector petrolero, sector minero al igual que el sector de imprenta.

## Comercio por provincia

### Exportaciones de Colombia a cada provincia Canadiense ($USD)

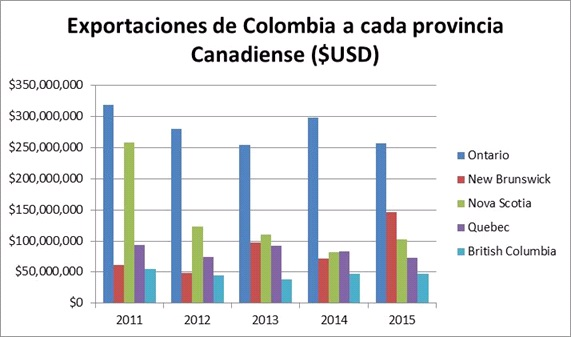

| Principales Provincias Compradoras de Exportaciones a Colombia ($USD) | 2011         | 2012         | 2013         | 2014         | 2015         |
| --------------------------------------------------------------------- | ------------ | ------------ | ------------ | ------------ | ------------ |
| Ontario                                                               | $318 785 065 | $280 790 785 | $254 071 878 | $298 109 402 | $256 889 448 |
| Nuevo Brunswick                                                       | $60 992 291  | $48 321 476  | $97 545 189  | $71 189 334  | $145 711 979 |
| Nueva Escocia                                                         | $258 203 741 | $123 821 108 | $109 986 028 | $81 943 957  | $102 748 122 |
| Quebec                                                                | $93 489 072  | $74 791 190  | $92 546 797  | $82 710 090  | $72 407 981  |
| Columbia Británica                                                    | $55 457 615  | $45 206 696  | $38 738 108  | $47 393 913  | $47 600 614  |
| Manitoba                                                              | $17 405 224  | $17 541 138  | $18 206 317  | $19 345 580  | $15 770 562  |
| Alberta                                                               | $3 271 598   | $3 880 548   | $3 258 119   | $4 509 107   | $4 458 272   |
| Saskatchewan                                                          | $534 215     | $1 366 516   | $822 197     | $668 786     | $2 212 151   |
| Terranova y Labrador                                                  | $31 443      | $69 280 302  | $56 137 979  | $201 584 300 | $31 328      |
| Isla del Príncipe Eduardo                                             | N/A          | N/A          |              |              |              |

  Statistics Canada & US Census Bureau

### Importaciones de Colombia por cada provincia de Canadá ($USD)

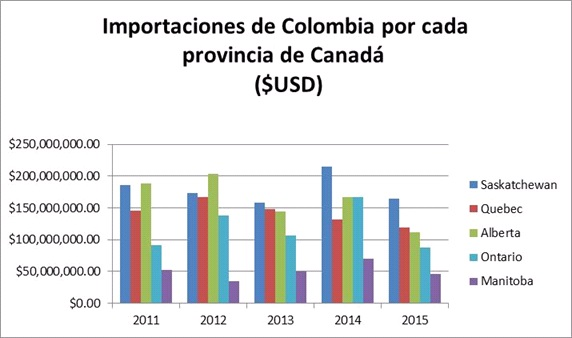

| Principales Provincias Vendedoras de Importaciones a Colombia ($USD) | 2011            | 2012            | 2013            | 2014            | 2015            |
| -------------------------------------------------------------------- | --------------- | --------------- | --------------- | --------------- | --------------- |
| Saskatchewan                                                         | $185 522 248,00 | $173 453 626,00 | $157 831 715,00 | $214 174 819,00 | $164 525 444,00 |
| Quebec                                                               | $146 170 670,00 | $167 333 972,00 | $147 759 899,00 | $132 325 446,00 | $119 398 131,00 |
| Alberta                                                              | $187 995 516,00 | $202 974 301,00 | $144 032 620,00 | $167 319 678,00 | $111 806 076,00 |
| Ontario                                                              | $91 415 855,00  | $137 548 270,00 | $106 146 922,00 | $167 579 365,00 | $87 589 602,00  |
| Manitoba                                                             | $52 222 301,00  | $35 447 210,00  | $49 921 255,00  | $70 355 521,00  | $46 317 643,00  |
| Nuevo Brunswick                                                      | $66 400 347,00  | $47 798 870,00  | $33 002 258,00  | $41 999 871,00  | $40 633 671,00  |
| British Columbia                                                     | $30 440 909,00  | $49 003 101,00  | $47 930 031,00  | $42 777 655,00  | $36 287 795,00  |
| Nueva Escocia                                                        | $2 795 072,00   | $5 171 487,00   | $2 606 036,00   | $2 486 495,00   | $4 789 666,00   |
| Isla del Príncipe Eduardo                                            | $199 804,00     | $141 672,00     | $85 628,00      | N/A             | $734 975,00     |
| Terranova y Labrador                                                 | $5 054 238,00   | $6 942 581,00   | $1 374 700,00   | $8 033 291,00   | $38 887,00      |
| Yukon Territory                                                      | $1 046 578,00   | $2 760 455,00   | $118 283,00     | $115 374,00     | $33 934,00      |
| Nunavut                                                              | $4515,00        | $5865,00        | $25247,00       | $15305,00       | $1035,00        |

  Statistics Canada & US Census Bureau

### Balanza comercial de Colombia con Canadá ($USD)

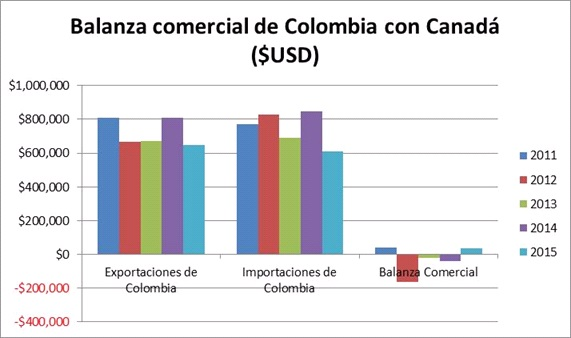

| Año  | Exportaciones de Colombia | Importaciones de Colombia | Balanza Comercial |
| ---- | ------------------------- | ------------------------- | ----------------- |
| 2011 | $808,170                  | $769,268                  | $38,902           |
| 2012 | $665,000                  | $828,581                  | -$163,582         |
| 2013 | $671,313                  | $690,835                  | -$19,522          |
| 2014 | $807,454                  | $847,183                  | -$39,728          |
| 2015 | $647,839                  | $612,157                  | $35,682           |

  Statistics Canada & US Census Bureau